# پیکسل ۲
پیکسل ۲ (انگلیسی: Pixel 2) Pixel 2 و Pixel 2 XL گوشی‌های هوشمند اندرویدی هستند که به ترتیب توسط HTC و LG طراحی و توسعه یافته‌اند و توسط گوگل به بازار عرضه شده‌اند. آنها طی یک رویداد گوگل در تاریخ ۴ اکتبر ۲۰۱۷ به عنوان جانشین Pixel و Pixel XL اعلام شدند. آنها در ۱۹ اکتبر ۲۰۱۷ منتشر شدند و به عنوان مجموعه دوم تلفن‌های هوشمند در خط سخت‌افزاری Google Pixel خدمت می‌کنند. در ۹ اکتبر ۲۰۱۸، نسل سوم Pixel 3 و Pixel 3 XL جانشین آنها شد.